# Kadeos
Kadeos est fondée en 2000 en tant que marque du groupe Pinault-Printemps-Redoute. Son rôle est de promouvoir le chèque cadeau des principales enseignes du groupe dans le secteur du business to business (BtB) puis, plus tard, dans le Business to customer (BtC). Pour ce faire, le groupe Pinault-Printemps-Redoute choisit de monter cette filiale en prenant les spécialistes de chaque filiale du groupe. Kadeos était donc un meltingpot de toutes les enseignes (Fnac, Printemps, Redcat, Conforama, Orcanta...).
Racheté en 2007 par le groupe Accor, Kadeos diversifie son chèque avec de nouvelles enseignes (Castorama, Yves Rocher, etc.).
Kadeos appartient à la société Edenred.